# 未完的傳說
未完的传说（英文：Unfinished Tales，全名是努门诺尔与中洲世界未完的传说）是英國作家托爾金的文章和故事合集，這合集在他生前還沒有完成，經他的兒子克里斯托夫·托爾金編訂後於1980年出版。
這作品與《精靈寶鑽》不同，《精靈寶鑽》補完了整個故事的不足，使之成為首尾一貫的作品，而《未完的传说》則改了一些故事裡的人名（作者在寫稿的時候會為一個人物改過許多名字）。當中的一些故事是不完整的，另一些則搜集了一些有關中土大陸的資料。每個故事都出自一些充滿矛盾難解的筆錄而來。
克里斯托夫·托爾金在研讀了他父親的文獻檔案後，分別整理和出版了《精靈寶鑽》及《未完的传说》。《未完的传说》雖然在編輯一致性方面存在毛病，但該作為人物、事件及地點提供了更詳盡的資料，有一些只在《魔戒》裡粗略提過。該作收錄的故事包括甘道夫及巫師的來源、埃西鐸之死、至尊魔戒的失落、洛汗王國的建立等，增補了中土大陸的內容。
其中有關塔爾-阿達瑞安和伊瑞迪絲的故事是努曼諾爾在陸沉前僅知的一個故事，書中亦展示了努曼諾爾的地圖。
《未完的传说》的暢銷說明了托爾金死後，市場對托爾金故事的需求不但沒有減退，還在持續增長。因此，克里斯托夫·托爾金更著手出版一共有十二部的作品《中土世界的歷史》，包羅了幾乎所有托爾金中土大陸的素材。

## 內容
第一節：第一紀元：
- 「關於圖爾及貢多林」
- 「胡林子女的傳說」

第二節：第二紀元：
- 「努曼諾爾的描述」
- 「塔爾-阿達瑞安和伊瑞迪絲：水手之妻」
- 「愛洛斯帝系：努曼諾爾國王」
- 「凱蘭崔蘭和凱勒鵬的歷史」

第三節：第三紀元：
- 「格拉頓平原的災難」
- 「西瑞安、伊歐及剛鐸和洛汗的聯盟」
- 「孤山任務」
- 「追蹤至尊魔戒」
- 「艾辛河渡口戰役」

第四節
- 「德魯伊甸人」
- 「巫師」
- 「真知晶球」

## 外部連結
- 托爾金圖書館 （页面存档备份，存于）
- 托爾金在線－更多《未完成的故事》的資料